# Mouvement pour les droits civiques en Irlande du Nord
Pour les articles homonymes, voir Mouvement pour les droits civiques.

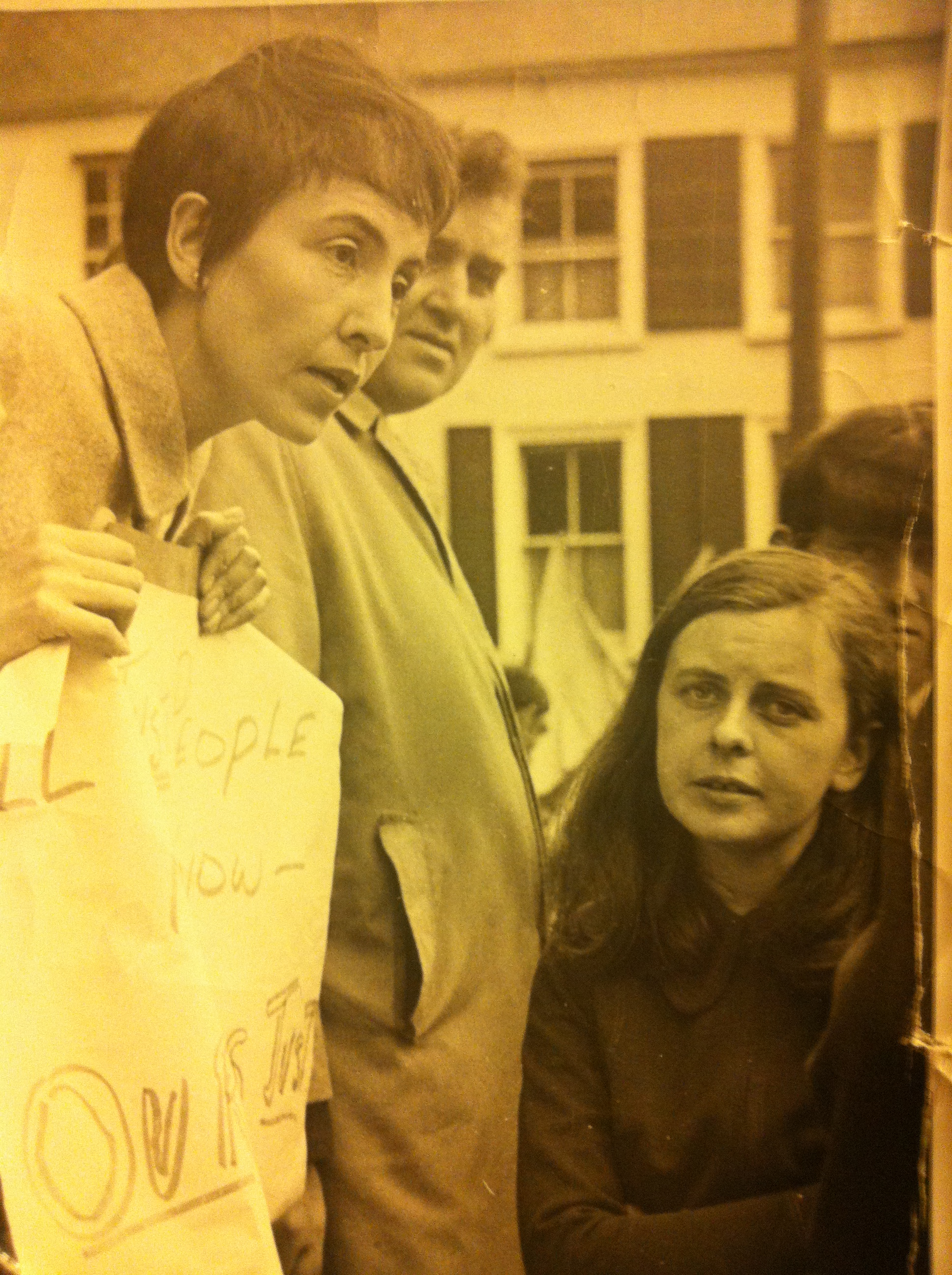
Manifestation pour les droits civiques à Omagh.

Le mouvement pour les droits civiques en Irlande du Nord apparaît au début des années 1960 pour lutter contre les discriminations dont sont victimes les catholiques.
Au début des années 1960 apparaissent les premières associations luttant pour l'égalité civique, menées par des libéraux et des travaillistes principalement catholiques mais aussi protestants. Lorsque Terence O'Neill devient Premier ministre d'Irlande du Nord en 1963, un certain espoir de changement naît, contrarié par les unionistes et les loyalistes.
La Campaign for Social Justice est fondée en 1964. En 1965, le Parti travailliste crée au Parlement du Royaume-Uni un groupe de pression, la Campaign for Democracy in Ulster.
En novembre 1966 est fondée la Northern Ireland Civil Rights Association, soutenue par des nationalistes et des républicains. Inspirée du mouvement des droits civiques aux États-Unis, elle organise plusieurs marches à partir de 1968, violemment réprimées par la Royal Ulster Constabulary et attaquées par des contre-manifestants loyalistes. En réaction est fondé le 9 octobre 1968 People's Democracy, au programme plus socialiste que celui de la Northern Ireland Civil Rights Association.
Bloqué par l'opposition unioniste, Terence O'Neill ne réalise pas ses promesses de réformes sociales. Malgré la violence du conflit nord-irlandais, les différents groupes de pression pour les droits civiques continuent leurs actions. En 1972, la Northern Ireland Civil Rights Association organise une manifestation pacifiste, le Bloody Sunday, sur laquelle tirent des parachutistes britanniques.